# The Truth About Love Tour
A The Truth About Love Tour é a sexta turnê da cantora Pink, em suporte ao álbum The Truth About Love.
Começando em fevereiro de 2013, a turnê conta com cerca de 140 shows passando pela Austrália, Europa e América do Norte.

## Anúncio
No dia do lançamento do álbum nos Estados Unidos, 18 de setembro de 2012, as datas da parte norte-americana foram anunciadas.
Alguns dias depois foram anunciados shows na Europa e na Austrália.

## Performance comercial
Os shows na Europa foram vendidos rapidamente, com novas datas sendo anunciadas em Birmingham, Londres, Manchester e Munique.
No dia 17 de outubro de 2012, 320.000 ingressos foram vendidos na Austrália em poucas horas.

## Atos de Abertura
- The Hives (América do Norte, algumas datas)[3]
- Walk the Moon (Europa, algumas datas) [4]
- Churchill (Europa, algumas datas) [4]
- The Kin (Australia, algumas datas) [5]
- Youngblood Hawke (Australia, algumas datas)[6]
- The Preatures (Australia, algumas datas)
- Spiderbait (Australia, algumas datas)
- City and Colour (Charlotte, Philadelphia, Saint Paul)[3]
- New Politics (América do Norte , algumas datas)

## Setlist
1. "Raise Your Glass"
2. "Walk of Shame"
3. "Just Like a Pill"
4. "True Love" (Somente em Birmingham)
5. "U + Ur Hand"
6. "Leave Me Alone (I'm Lonely)"
7. "Try"
8. "Wicked Game - Chris Isaak's cover"
9. "Just Give Me a Reason"
10. "Trouble"
11. "Are We All We Are"
12. "How Come You're Not Here"
13. "Sober"
14. "Family Portrait" (Somente nos EUA)
15. "The Great Escape"
16. "Who Knew"
17. "Fire and Rain - James Taylor's cover" (Somente na EU)
18. "Time After Time - Cyindi Lauper's cover" (Somente na AUS)
19. "Fuckin' Perfect"
20. "Most Girls" / "There You Go" / "You Make Me Sick"
21. "Slut Like You"
22. "Blow Me (One Last Kiss)"

Encore
1. "So What"
2. "Glitter in the Air" (Somente nos EUA)

## Shows
| Date                  | City                  | Country               | Venue                             | Attendance            | Revenue               |                       |
| Leg 1 — North America | Leg 1 — North America | Leg 1 — North America | Leg 1 — North America             | Leg 1 — North America | Leg 1 — North America | Leg 1 — North America |
| --------------------- | --------------------- | --------------------- | --------------------------------- | --------------------- | --------------------- | --------------------- |
| February 13, 2013     | Phoenix               | United States         | US Airways Center                 | 14,267 / 14,267       | $938,923              |                       |
| February 15, 2013     | Las Vegas             | United States         | Mandalay Bay Events Center        | 9,511 / 9,511         | $1,033,984            |                       |
| February 16, 2013     | Los Angeles           | United States         | Staples Center                    | 15,562 / 15,562       | $1,140,275            |                       |
| February 18, 2013     | San Jose              | United States         | HP Pavilion at San Jose           | 14,187 / 14,187       | $1,043,587            |                       |
| February 21, 2013     | Houston               | United States         | Toyota Center                     | 13,247 / 13,646       | $1,067,357            |                       |
| February 22, 2013     | Dallas                | United States         | American Airlines Center          | 15,567 / 15,567       | $1,154,934            |                       |
| February 24, 2013     | Orlando               | United States         | Amway Center                      | 13,414 / 13,414       | $965,525              |                       |
| February 25, 2013     | Sunrise               | United States         | BB&T Center                       | 13,732 / 13,732       | $979,399              |                       |
| February 27, 2013     | Tampa                 | United States         | Tampa Bay Times Forum             | 13,887 / 13,887       | $1,004,292            |                       |
| March 1, 2013         | Atlanta               | United States         | Philips Arena                     | 14,475 / 14,475       | $990,929              |                       |
| March 2, 2013         | Nashville             | United States         | Bridgestone Arena                 | 14,742 / 14,742       | $1,014,329            |                       |
| March 5, 2013         | Auburn Hills          | United States         | The Palace of Auburn Hills        | 16,038 / 16,038       | $1,132,177            |                       |
| March 6, 2013         | Columbus              | United States         | Value City Arena                  | 14,841 / 14,841       | $985,678              |                       |
| March 8, 2013         | Louisville            | United States         | KFC Yum! Center                   | 17,686 / 17,686       | $1,092,401            |                       |
| March 9, 2013         | Chicago               | United States         | United Center                     | 16,609 / 16,609       | $1,195,791            |                       |
| March 11, 2013        | Toronto               | Canada                | Air Canada Centre                 | 16,188 / 16,188       | $1,296,550            |                       |
| March 12, 2013        | Montreal              | Canada                | Bell Centre                       | 16,873 / 16,873       | $1,247,810            |                       |
| March 14, 2013        | Washington, D.C.      | United States         | Verizon Center                    | 15,209 / 15,209       | $1,196,486            |                       |
| March 16, 2013        | Charlotte             | United States         | Time Warner Cable Arena           | 15,407 / 15,407       | $1,011,592            |                       |
| March 17, 2013        | Philadelphia          | United States         | Wells Fargo Center                | 16,611 / 16,611       | $1,321,255            |                       |
| March 19, 2013        | Saint Paul            | United States         | Xcel Energy Center                | 15,818 / 15,818       | $1,146,010            |                       |
| March 22, 2013        | New York City         | United States         | Madison Square Garden             | 14,131 / 14,131       | $1,347,083            |                       |
| March 23, 2013        | East Rutherford       | United States         | Izod Center                       | 17,143 / 17,143       | $1,285,608            |                       |
| March 25, 2013        | Uniondale             | United States         | Nassau Veterans Memorial Coliseum | 13,740 / 13,740       | $1,066,954            |                       |
| March 27, 2013        | Uncasville            | United States         | Mohegan Sun Arena                 | 5,789 / 5,789         | $604,851              |                       |
| March 28, 2013        | Boston                | United States         | TD Garden                         | 14,766 / 14,766       | $1,142,061            |                       |
| Leg 2 — Europe        |                       |                       |                                   |                       |                       |                       |
| April 12, 2013        | Dublin                | Ireland               | The O2 Dublin                     | 12,889 / 12,889       | $1,033,630            |                       |
| April 14, 2013        | Manchester            | Inglaterra            | Manchester Arena                  | 35,610 / 35,610       | $2,320,760            |                       |
| April 15, 2013        | Manchester            | Inglaterra            | Manchester Arena                  | 35,610 / 35,610       | $2,320,760            |                       |
| April 17, 2013        | Paris                 | França                | Palais Omnisports de Paris-Bercy  | 17,000 / 17,000       | $1,203,450            |                       |
| April 19, 2013        | Amsterdã              | Países Baixos         | Ziggo Dome                        | 16,771 / 16,771       | $1,174,110            |                       |
| April 21, 2013        | Birmingham            | England               | LG Arena                          | 14,947 / 14,947       | $975,121              |                       |
| April 24, 2013        | Londres               | England               | The O2 Arena                      | 69,162 / 69,162       | $4,894,420            |                       |
| April 25, 2013        | Londres               | England               | The O2 Arena                      | 69,162 / 69,162       | $4,894,420            |                       |
| April 27, 2013        | Londres               | England               | The O2 Arena                      | 69,162 / 69,162       | $4,894,420            |                       |
| April 28, 2013        | Londres               | England               | The O2 Arena                      | 69,162 / 69,162       | $4,894,420            |                       |
| April 30, 2013        | Atuérpia              | Bélgica               | Sportpaleis                       | 20,052 / 20,052       | $1,240,880            |                       |
| May 1, 2013           | Hamburgo              | Germany               | O2 World Hamburg                  | 13,016 / 13,016       | $909,572              |                       |
| May 3, 2013           | Berlim                | Germany               | O2 World Berlin                   | 14,513 / 14,513       | $940,673              |                       |
| May 4, 2013           | Hannover              | Germany               | TUI Arena                         | 11,593 / 11,593       | $871,651              |                       |
| May 6, 2013           | Düsseldorf            | Germany               | ISS Dome                          | 10,848 / 10,848       | $734,534              |                       |
| May 7, 2013           | Frankfurt             | Germany               | Festhalle Frankfurt               | 11,965 / 11,965       | $808,467              |                       |
| May 9, 2013           | Viena                 | Áustria               | Wiener Stadthalle                 | 14,858 / 14,858       | $1,146,330            |                       |
| May 10, 2013          | Praga                 | República Checa       | O2 Arena                          | 17,322 / 17,322       | $969,882              |                       |
| May 12, 2013          | Leipzig               | Germany               | Arena Leipzig                     | 12,342 / 12,342       | $832,750              |                       |
| May 13, 2013          | Dortmund              | Germany               | Westfalenhalle                    | 11,617 / 11,617       | $797,815              |                       |
| May 15, 2013          | Oberhausen            | Germany               | König Pilsener Arena              | 11,768 / 11,768       | $818,667              |                       |
| May 16, 2013          | Mannheim              | Germany               | SAP Arena                         | 11,937 / 11,937       | $809,357              |                       |
| May 18, 2013          | Munique               | Germany               | Olympiahalle                      | 25,855 / 25,855       | $1,759,650            |                       |
| May 19, 2013          | Munique               | Germany               | Olympiahalle                      | 25,855 / 25,855       | $1,759,650            |                       |
| May 21, 2013          | Zurique               | Suíça                 | Hallenstadion                     | 13,000 / 13,000       | $1,276,790            |                       |
| May 22, 2013          | Stuttgart             | Germany               | Hanns-Martin-Schleyer-Halle       | 13,196 / 13,196       | $941,962              |                       |
| May 25, 2013          | Oslo                  | Noruega               | Telenor Arena                     | 16,685 / 17,967       | $1,659,300            |                       |
| May 26, 2013          | Estocolmo             | Suécia                | Ericsson Globe                    | 14,975 / 14,975       | $1,134,870            |                       |
| May 28, 2013          | Helsinque             | Finlândia             | Hartwall Arena                    | 11,464 / 11,464       | $1,005,060            |                       |
| May 30, 2013          | Herning               | Dinamarca             | Jyske Bank Boxen                  | 15,160 / 15,160       | $1,396,530            |                       |
| Leg 3 — Australia     |                       |                       |                                   |                       |                       |                       |
| June 25, 2013         | Perth                 | Australia             | Perth Arena                       | 58,587 / 58,587       | $7,287,630            |                       |
| June 26, 2013         | Perth                 | Australia             | Perth Arena                       | 58,587 / 58,587       | $7,287,630            |                       |
| June 28, 2013         | Perth                 | Australia             | Perth Arena                       | 58,587 / 58,587       | $7,287,630            |                       |
| June 29, 2013         | Perth                 | Australia             | Perth Arena                       | 58,587 / 58,587       | $7,287,630            |                       |
| July 1, 2013          | Adelaide              | Australia             | Adelaide Entertainment Centre     | 38,807 / 38/807       | $4,608,100            |                       |
| July 2, 2013          | Adelaide              | Australia             | Adelaide Entertainment Centre     | 38,807 / 38/807       | $4,608,100            |                       |
| July 4, 2013          | Adelaide              | Australia             | Adelaide Entertainment Centre     | 38,807 / 38/807       | $4,608,100            |                       |
| July 5, 2013          | Adelaide              | Australia             | Adelaide Entertainment Centre     | 38,807 / 38/807       | $4,608,100            |                       |
| July 7, 2013          | Melbourne             | Australia             | Rod Laver Arena                   | 235,187 / 235,187     | $29,201,400           |                       |
| July 8, 2013          | Melbourne             | Australia             | Rod Laver Arena                   | 235,187 / 235,187     | $29,201,400           |                       |
| July 10, 2013         | Melbourne             | Australia             | Rod Laver Arena                   | 235,187 / 235,187     | $29,201,400           |                       |
| July 11, 2013         | Melbourne             | Australia             | Rod Laver Arena                   | 235,187 / 235,187     | $29,201,400           |                       |
| July 13, 2013         | Melbourne             | Australia             | Rod Laver Arena                   | 235,187 / 235,187     | $29,201,400           |                       |
| July 14, 2013         | Melbourne             | Australia             | Rod Laver Arena                   | 235,187 / 235,187     | $29,201,400           |                       |
| July 16, 2013         | Melbourne             | Australia             | Rod Laver Arena                   | 235,187 / 235,187     | $29,201,400           |                       |
| July 17, 2013         | Melbourne             | Australia             | Rod Laver Arena                   | 235,187 / 235,187     | $29,201,400           |                       |
| July 19, 2013         | Brisbane              | Australia             | Brisbane Entertainment Centre     | 98,264 / 98,264       | $12,037,400           |                       |
| July 20, 2013         | Brisbane              | Australia             | Brisbane Entertainment Centre     | 98,264 / 98,264       | $12,037,400           |                       |
| July 22, 2013         | Brisbane              | Australia             | Brisbane Entertainment Centre     | 98,264 / 98,264       | $12,037,400           |                       |
| July 23, 2013         | Brisbane              | Australia             | Brisbane Entertainment Centre     | 98,264 / 98,264       | $12,037,400           |                       |
| July 30, 2013         | Sydney                | Australia             | Sydney Entertainment Centre       | 94,994 / 94,994       | $11,597,300           |                       |
| July 31, 2013         | Sydney                | Australia             | Sydney Entertainment Centre       | 94,994 / 94,994       | $11,597,300           |                       |
| August 2, 2013        | Sydney                | Australia             | Sydney Entertainment Centre       | 94,994 / 94,994       | $11,597,300           |                       |
| August 3, 2013        | Sydney                | Australia             | Sydney Entertainment Centre       | 94,994 / 94,994       | $11,597,300           |                       |
| August 6, 2013        | Sydney                | Australia             | Sydney Entertainment Centre       | 94,994 / 94,994       | $11,597,300           |                       |
| August 7, 2013        | Sydney                | Australia             | Sydney Entertainment Centre       | 94,994 / 94,994       | $11,597,300           |                       |
| August 9, 2013        | Sydney                | Australia             | Sydney Entertainment Centre       | 94,994 / 94,994       | $11,597,300           |                       |
| August 10, 2013       | Sydney                | Australia             | Sydney Entertainment Centre       | 94,994 / 94,994       | $11,597,300           |                       |
| August 13, 2013       | Melbourne             | Australia             | Rod Laver Arena                   | [ a ]                 | [ a ]                 |                       |
| August 14, 2013       | Melbourne             | Australia             | Rod Laver Arena                   | [ a ]                 | [ a ]                 |                       |
| August 16, 2013       | Melbourne             | Australia             | Rod Laver Arena                   | [ a ]                 | [ a ]                 |                       |
| August 17, 2013       | Melbourne             | Australia             | Rod Laver Arena                   | [ a ]                 | [ a ]                 |                       |
| August 19, 2013       | Melbourne             | Australia             | Rod Laver Arena                   | [ a ]                 | [ a ]                 |                       |
| August 20, 2013       | Melbourne             | Australia             | Rod Laver Arena                   | [ a ]                 | [ a ]                 |                       |
| August 22, 2013       | Melbourne             | Australia             | Rod Laver Arena                   | [ a ]                 | [ a ]                 |                       |
| August 23, 2013       | Melbourne             | Australia             | Rod Laver Arena                   | [ a ]                 | [ a ]                 |                       |
| August 25, 2013       | Melbourne             | Australia             | Rod Laver Arena                   | [ a ]                 | [ a ]                 |                       |
| August 26, 2013       | Melbourne             | Australia             | Rod Laver Arena                   | [ a ]                 | [ a ]                 |                       |
| August 29, 2013       | Brisbane              | Australia             | Brisbane Entertainment Centre     | –                     | –                     |                       |
| August 30, 2013       | Brisbane              | Australia             | Brisbane Entertainment Centre     | –                     | –                     |                       |
| September 1, 2013     | Sydney                | Australia             | Allphones Arena                   | 67,978 / 67,978       | $7,986,170            |                       |
| September 2, 2013     | Sydney                | Australia             | Allphones Arena                   | 67,978 / 67,978       | $7,986,170            |                       |
| September 4, 2013     | Sydney                | Australia             | Allphones Arena                   | 67,978 / 67,978       | $7,986,170            |                       |
| September 5, 2013     | Sydney                | Australia             | Allphones Arena                   | 67,978 / 67,978       | $7,986,170            |                       |
| September 7, 2013     | Brisbane              | Australia             | Brisbane Entertainment Centre     | –                     | –                     |                       |
| September 8, 2013     | Brisbane              | Australia             | Brisbane Entertainment Centre     | –                     | –                     |                       |
| Leg 4 — North America |                       |                       |                                   |                       |                       |                       |
| October 10, 2013      | Oakland               | United States         | Oracle Arena                      | —                     | —                     |                       |
| October 12, 2013      | Los Angeles           | United States         | Staples Center                    | —                     | —                     |                       |
| October 13, 2013      | Los Angeles           | United States         | Staples Center                    | —                     | —                     |                       |
| October 15, 2013      | San Jose              | United States         | HP Pavilion at San Jose           | —                     | —                     |                       |
| October 17, 2013      | Salt Lake City        | United States         | EnergySolutions Arena             | —                     | —                     |                       |
| October 18, 2013      | Denver                | United States         | Pepsi Center                      | —                     | —                     |                       |
| October 20, 2013      | Seattle               | United States         | Key Arena                         | —                     | —                     |                       |
| October 21, 2013      | Vancouver             | Canada                | Rogers Arena                      | —                     | —                     |                       |
| October 23, 2013      | Edmonton              | Canada                | Rexall Place                      | —                     | —                     |                       |
| October 24, 2013      | Saskatoon             | Canada                | Credit Union Centre               | —                     | —                     |                       |
| October 26, 2013      | Winnipeg              | Canada                | MTS Centre                        | —                     | —                     |                       |
| October 27, 2013      | Fargo                 | United States         | Fargodome                         | —                     | —                     |                       |
| November 2, 2013      | Minneapolis           | United States         | Target Center                     | —                     | —                     |                       |
| November 3, 2013      | Milwaukee             | United States         | BMO Harris Bradley Center         | —                     | —                     |                       |
| November 5, 2013      | Chicago               | United States         | United Center                     | —                     | —                     |                       |
| November 6, 2013      | Auburn Hills          | United States         | The Palace of Auburn Hills        | —                     | —                     |                       |
| November 8, 2013      | Des Moines            | United States         | Wells Fargo Arena                 | —                     | —                     |                       |
| November 9, 2013      | Lincoln               | United States         | Pinnacle Bank Arena               | —                     | —                     |                       |
| November 11, 2013     | St. Louis             | United States         | Scottrade Center                  | —                     | —                     |                       |
| November 12, 2013     | Kansas City           | United States         | Sprint Center                     | —                     | —                     |                       |
| November 14, 2013     | San Antonio           | United States         | AT&T Center                       | —                     | —                     |                       |
| November 16, 2013     | Dallas                | United States         | American Airlines Center          | —                     | —                     |                       |
| November 17, 2013     | North Little Rock     | United States         | Verizon Arena                     | —                     | —                     |                       |
| November 20, 2013     | Rosemont              | United States         | Allstate Arena                    | —                     | —                     |                       |
| November 21, 2013     | Indianapolis          | United States         | Bankers Life Fieldhouse           | —                     | —                     |                       |
| November 23, 2013     | Cleveland             | United States         | Quicken Loans Arena               | —                     | —                     |                       |
| November 24, 2013     | Washington D.C.       | United States         | Verizon Center                    | —                     | —                     |                       |
| November 30, 2013     | Toronto               | Canada                | Air Canada Centre                 | —                     | —                     |                       |
| December 2, 2013      | Toronto               | Canada                | Air Canada Centre                 | —                     | —                     |                       |
| December 3, 2013      | Montreal              | Canada                | Bell Centre                       | —                     | —                     |                       |
| December 5, 2013      | Boston                | United States         | TD Garden                         | —                     | —                     |                       |
| December 6, 2013      | Philadelphia          | United States         | Wells Fargo Center                | —                     | —                     |                       |
| December 8, 2013      | New York City         | United States         | Barclays Center                   | —                     | —                     |                       |
| December 9, 2013      | New York City         | United States         | Barclays Center                   | —                     | —                     |                       |
| December 11, 2013     | Newark                | United States         | Prudential Center                 | —                     | —                     |                       |
| December 13, 2013     | Birmingham            | United States         | BJCC Arena                        | —                     | —                     |                       |
| December 14, 2013     | Atlanta               | United States         | Philips Arena                     | —                     | —                     |                       |

## Shows Cancelados
| Data           | Cidade     | País       | Local    | Motivo do Cancelamento |
| -------------- | ---------- | ---------- | -------- | ---------------------- |
| April 22, 2013 | Birmingham | Inglaterra | LG Arena | Doença                 |